# Rue de la République (Marsella)
La Rue de la République es una calle situada en los distritos I y II de Marsella, Francia. Va del Quai des Belges en dirección al barrio de La Joliette, conectando el puerto viejo y el puerto moderno de la ciudad.

## Historia
La apertura de la calle a finales del siglo XIX a través de las construcciones antiguas y el allanamiento de la colina exigieron la destrucción de 935 casas y la desaparición total o parcial de 61 calles. Fue inaugurada en el 1864.
Tiene edificios residenciales de estilo haussmanniano construidos con el objetivo de hacer volver a la burguesía marsellesa al centro de la ciudad. Sin embargo, debido a que no les gustaba la proximidad del puerto y las incesantes actividades portuarias de esta época, no se instalaron aquí y los edificios fueron ocupados por las clases populares.
En 2005, fondos de pensiones americanos (Viudas de los Bomberos de Dallas y Caja de Depósito de Quebec) así como la Société Générale (un 25 %) y la Caisse d'Epargne (un 25 %) compraron alternativamente los edificios de la calle con el objetivo de renovarlos. Esto suscitó alegría a algunos y ansiedad a otros. Tras la realización de este proyecto de renovación de gran escala, las poblaciones más desfavorecidas dejaron su lugar a las poblaciones más acomodadas. En la actualidad, numerosas tiendas de marca hacen de esta calle una de las más comerciales del centro de Marsella.
Entre 2004 y 2006 se efectuaron hallazgos arqueológicos durante la excavación de un aparcamiento al norte y de un tanque de almacenamiento hacia el Vieux-Port, al sur. Las excavaciones se realizaron en los dos extremos de la calle debido a que en el siglo XIX las obras para la construcción de la entonces Rue Impériale, atravesando una colina, destruyeron la mayor parte de los restos. Al norte, se ha constatado el carácter agrícola de la zona durante la época griega arcaica y al sur se han encontrado restos de antes que la ciudad alcanzara esta zona. La red de calles del barrio permaneció sin cambios hasta la época moderna. En la época de Augusto, una domus romana ocupaba casi la totalidad de una ínsula. Al sur de los muelles de la época romana, una búsqueda ha revelado la evolución de la línea de costa hasta la época moderna.